# Seno Última Esperanza
El seno Última Esperanza o fiordo Última Esperanza  es una gran extensión de mar comprendida entre la costa continental por el oriente y la costa noreste de la península Antonio Varas, por el occidente, en el sur de Chile, en la Patagonia chilena. En su costa suroriental se encuentra Puerto Natales, uno de los cuatro lugares habitados del área de los canales patagónicos.
Administrativamente pertenece a la provincia Última Esperanza de la región de Magallanes y de la Antártica Chilena.
Desde hace aproximadamente 6000 años sus costas fueron habitadas por el pueblo kawésqar. A comienzos del siglo XXI este pueblo había sido prácticamente extinguido por la acción de colonizadores chilenos y extranjeros.

## Historia
Desde 1520 con el descubrimiento del Estrecho por Magallanes, pocas regiones han sido tan exploradas como la de los canales patagónicos y el golfo de Penas. En las cartas antiguas la región de la Patagonia entre los paralelos 48° y 50° sur aparecía ocupada casi exclusivamente por una gran isla llamada «Campana» separada del continente por el «canal de la nación Calén», nación que se supuso existir hasta el siglo XVIII entre los paralelos 48° y 49° de latitud sur.
El seno fue recorrido en 1557 por el navegante Juan Ladrillero en búsqueda de una ruta al estrecho de Magallanes, viaje que consideró como su «última esperanza» de encontrar el estrecho viajando desde Chile.
Pasaron tres siglos desde el descubrimiento de Ladrillero antes que se incursionara nuevamente en la zona de Última Esperanza. Hacia 1830, la expedición del bergantín HMS Beagle, enviado por el Almirantazgo Británico, exploró todo el sector descubierto por Ladrillero. En 1877 la zona de Última Esperanza fue recorrida por Tomás Rogers, en una expedición con fines científicos. Años más tarde, el Gobierno chileno comisionó al capitán de fragata Ramón Serrano Montaner para penetrar más profundamente en los territorios descubiertos por Ladrillero y explorados tanto por los baqueanos como por la expedición de Rogers. 
Desde mediados del siglo XX esos canales fueron recorridos con seguridad por grandes naves de todas las naciones, gracias a los numerosos reconocimientos y trabajos hidrográficos efectuados en esas peligrosas costas.
Desde hace más de 6000 años estos canales y sus costas fueron recorridas por los kawésqar, indígenas nómades canoeros. Hay dos hipótesis sobre su llegada a los lugares de poblamiento. Una, que procedían del norte siguiendo la ruta de los canales chilotes y que atravesaron hacia el sur cruzando el istmo de Ofqui. La otra es que procedían desde el sur y a través de un proceso de colonización y transformación de poblaciones cazadoras terrestres procedentes de la Patagonia Oriental poblaron las islas del estrecho de Magallanes y subieron por los canales patagónicos hasta el golfo de Penas. A comienzos del siglo XXI este pueblo había sido aniquilado por la acción del hombre blanco. Desde el interior del continente llegaban hasta las costas del seno los aonikenk o tehuelches meridionales.

### La cuestión del seno Última Esperanza

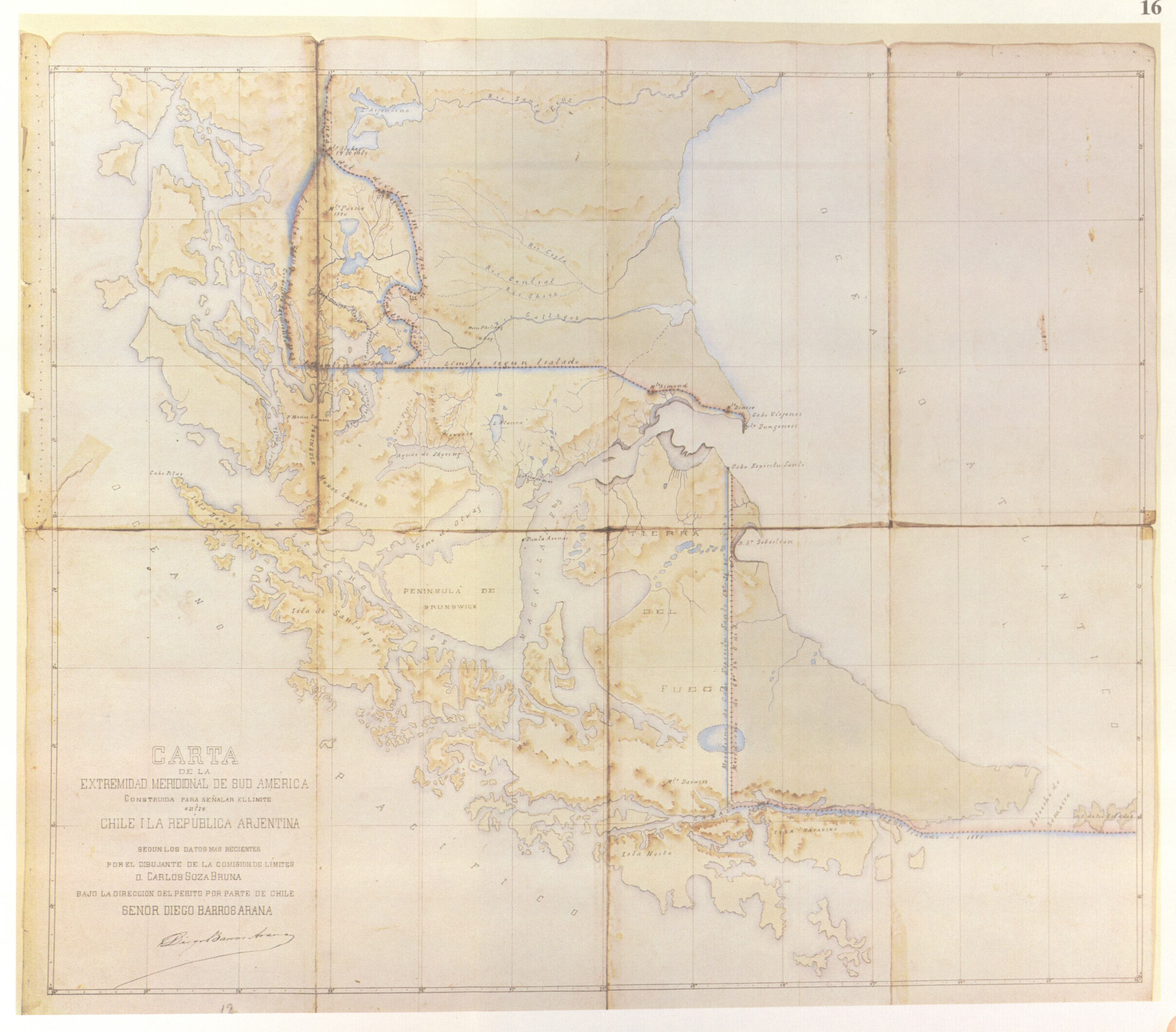
Mapa confeccionado por Carlos Soza Bruna bajo la dirección del perito Diego Barros Arana, mostrando los límites pretendidos por la Argentina y Chile en el seno Última Esperanza.

Luego de la firma del Tratado de Límites de 1881 la República Argentina reclamaba como su límite occidental a las altas cumbres de la cordillera de los Andes, las que en el área del seno Última Esperanza se hallan al occidente del mismo, pretendiendo allí poseer costas en el Pacífico. Se basaba para ello en el artículo 1 del tratado:

Artículo 1º. El límite entre Chile y la República Argentina es, de Norte a Sur, hasta el paralelo cincuenta y dos de latitud, la Cordillera de los Andes. La línea fronteriza correrá en esa extensión por las cumbres más elevadas de dicha Cordillera que dividan las aguas y pasará por entre las vertientes que se desprenden a un lado y otro.

El Gobierno chileno sostenía que la adjudicación de costas en el Pacífico a la Argentina era un error del tratado. Luego de la publicación del informe (en marzo de 1887, denominado Patagonia Austral. Exploración de los Ríos Gallego, Coile, Santa Cruz y Canales del Pacífico) de las exploraciones realizadas por el teniente de navío Carlos María Moyano en noviembre de 1883, por encargo del Instituto Geográfico Argentino, alcanzando los senos Obstrucción y Última Esperanza, se produjeron incidentes fronterizos en la zona. Entre ellos, uno ocurrido a fines de octubre de 1900 cuando el gobernador del Territorio Nacional de Santa Cruz, Matías Mackinlay Zapiola, envió una expedición de 13 hombres hacia el seno Última Esperanza, quienes ocuparon el sitio en el cual el gobierno chileno fundó luego (en 1911) la ciudad de Puerto Natales. Como la Comandancia del Apostadero Naval de Punta Arenas envió al escampavía Huemul, el 16 de noviembre de 1900 se produjo la retirada del contingente argentino, sin enfrentamientos. Entre el 8 de febrero y el 24 de mayo, se produjeron nuevos incidentes en el cerro Palique en la misma región.
El 1 de mayo de 1893 ambos países firmaron un Protocolo de límites que subsanó el problema, disponiendo en su artículo 2:

(...) entendiéndose que, por las disposiciones de dicho Tratado, la soberanía de cada Estado sobre el litoral respectivo es absoluta, de tal suerte que Chile no puede pretender punto alguno hacia el Atlántico, como la República Argentina no puede pretenderlo hacia el Pacífico. Si en la parte peninsular del sur, al acercarse al paralelo 52, apareciere la Cordillera internada entre los canales del Pacífico que allí existen, los Peritos dispondrán el estudio del terreno para fijar una línea divisoria que deje a Chile las costas de esos canales; en vista de cuyos estudios, ambos Gobiernos la determinarán amigablemente.

El base a ese protocolo, el límite en torno al seno Última Esperanza fue establecido por el Laudo Arbitral británico del 19 de noviembre de 1902.

## Aspecto de las costas
Son una sucesión de tierras altas y barrancosas con numerosas cumbres y promontorios muy parecidos entre sí. Sus cabos y puntas terminan en forma abrupta. Lo anterior, unido al silencio y soledad del entorno hacen de estas islas y canales una de las regiones más bellas del planeta. 
Las costas son acantiladas y sus canales, en general son limpios y abiertos, donde hay escollos estos están invariablemente marcados por sargazos. 
Existen alturas bastante notables que sirven para reconocer la entrada a los diferentes senos, canales o bahías. Estas están claramente indicadas en las respectivas cartas y derroteros de la región. 

## Geología
En el pasado se produjo un hundimiento del territorio provocado por el encuentro, frente a la península de Taitao, de tres placas tectónicas: la de Nazca y la Antártica que se mueven hacia el este, y la Sudamericana que se desplaza hacia el oeste. Esta situación ocasionó un notorio hundimiento del borde de la placa Sudamericana bajando los suelos a su nivel actual, lo que se puede comprobar por la fragmentación del territorio y la penetración del mar en los lugares hundidos, surgiendo gran cantidad de islas.
Data de la época terciaria; y es producto de la misma causa geológica que  hizo aparecer primero la cordillera de la Costa y luego la de los Andes. En la edad glacial, tomó su aspecto actual siendo la continuación hacia el sur de la cordillera de la Costa.
Es de origen ígneo por la clase de roca que lo constituye y por su relieve áspero e irregular, característico de las cadenas de erupción.

## Clima
La región es afectada continuamente por vientos del oeste y por el paso frecuente de sistemas frontales. Estos sistemas frontales se generan en la latitud 60° S, zona en la que confluyen masas de aire subtropical y masas de aire polar creando un cinturón de bajas presiones que forma los sistemas frontales.
Esta área tiene un clima que se conoce como «templado frío lluviosos» que se extiende desde la parte sur de la X Región de Los Lagos hasta el estrecho de Magallanes. Aquí se registran las máximas cantidades de precipitaciones, en isla Guarello se han alcanzado hasta 9.000 mm anuales.
La nubosidad atmosférica es alta, los días despejados son escasos. La amplitud térmica es reducida, la oscilación anual es de aproximadamente 4 °C con una temperatura media de 9 °C. Precipita durante todo el año siendo más lluvioso hacia el otoño.
Existen solo dos estaciones: verano e invierno. El verano comienza en septiembre y los vientos empiezan a rondar del NW al SW. Los días comienza a ser más largos y en octubre puede haber algunos días despejados. En los meses de diciembre, enero y febrero los vientos ya soplan casi exclusivamente del SW con gran intensidad.
Las lluvias, en esta estación, son frecuentes pero no tan persistentes como en el invierno y se presentan bajo la forma de fuertes y copiosos chubascos. La mejor época del año es la que va de febrero a abril. En mayo se observan bravezas de mar que traen mucha marejada. En mayo caen las primeras nevazones las que continúan durante todo el invierno. Las nevazones a veces son tan espesas que la visibilidad se ve reducida a no más de 100 metros. El viento ha rondado al NW. Los meses de junio y julio se consideran los peores del año. El mal tiempo es el estado normal de la región, el buen tiempo es un accidente transitorio

## Vientos
En la mayoría de los senos, esteros y canales las tierras altas hacen cambiar la dirección del viento verdadero. El viento tiende a soplar a lo largo de los canales, siguiendo su dirección y hacia abajo en los valles.
En los puertos y fondeaderos que se encuentran a sotavento de las tierras altas, cuando los chubascos que soplan por lo alto encuentran quebradas o valles, bajan por ellos en forma repentina y violenta, a estos chubascos se les conoce como «williwaws».
El viento dominante en toda la zona según el mes es: enero del NW – febrero del W – marzo y abril del W – mayo ronda al S – junio cambia al SW – julio y agosto entre el W al SW – septiembre del E y del N – octubre del W – noviembre del W al NW y en diciembre del WNW.

## Producción

### Producción forestal
En las laderas y hondonadas de los cerros crece un bosque tupido que se afirma en los intersticios de las rocas, los árboles se entrelazan unos con otros. Normalmente no se desarrollan sobre los 50 metros sobre el nivel del mar, pero donde está resguardado del viento dominante sube hasta los 200 y 300 metros sobre dicho nivel. Sobre la roca desnuda se observa una formación esponjosa sobre la cual crecen líquenes y musgos desde los cuales surge el agua a la menor presión que se ejerza sobre su superficie. Algunos árboles son el haya, el tepú y el canelo.

### Producción minera
Solo se han encontrado minerales de piedra caliza en la isla Guarello, la que es extraída y embarcada por la Compañía de Acero del Pacífico, y de mármol en la isla Diego de Almagro.

### Producción ganadera
El seno Última Esperanza, por la calidad de sus pastos, es la única parte de su región donde se ha desarrollado con excelente resultado la crianza de ganado ovejuno, lo que ha originado industrias de carnes frigorizadas, graserías y exportación de lanas.

## Fauna
El reino animal es muy reducido, pudiendo observarse zorros y algunos roedores. Hay lobos y nutrias. Entre las aves terrestres y acuáticas se encuentras el martín pescador, el tordo, el zorzal, el cisne, el pato, el pingüino, el canquén, la gaviota y el quetro o pato a vapor. Entre los peces se encuentran el róbalo, el pejerrey, el blanquillo y la vieja. Entre los mariscos hay centollas, jaibas, erizos y choros.

## Geografía
El seno Última Esperanza es una gran extensión de mar comprendida entre la costa continental por el oriente y la costa NE de las penínsulas Roca y Vicuña Mackenna y la costa oriental de la isla Diego Portales.
En su interior se encuentran las penínsulas Antonio Varas y Barros Arana, el golfo Almirante Montt, los canales Valdés y Señoret y los esteros Worsley, Última Esperanza, Eberhardt, Poca esperanza y Obstrucción.